# Thomas Stackhouse
Thomas Stackhouse (ur. 1677 w Witton-le-Wear, zm. 11 września 1752 w Beenham) – angielski teolog.
Thomas Stackhouse urodził się w Witton-le-Wear, w powiecie Durham, gdzie jego ojciec John pełnił posługę jako wikary miejscowego kościoła.  Od 1694 roku uczęszczał do College Św. Jana w Cambridge. Stopień naukowy jakim posługiwał się i sygnował swoje prace pochodzi z uczelni zagranicznej. W latach 1701–1704 piastował urząd dyrektora Hexham Grammar School. 28 grudnia 1704 roku został wyświęcony na księdza w Londynie i został proboszczem w Shepperton w Middlesex. Od 1713 roku był przełożonym Kościoła Anglikańskiego w Amsterdamie. W 1731 roku został proboszczem w Finchley.
Początkowo Stackhouse żył w ubóstwie. W 1722 roku wystosował list otwarty do biskupa Johna Robinsona (1650-1723) zatytułowany A Clergyman of the Church of England, gdzie poruszał problemy egzystencjalne duchowieństwa w Anglii. W 1732 roku już podczas pracy nad swoim dziełem życia, wydał broszurkę (obecnie niezmiernie rzadką) zatytułowaną Bookbinder, Bookprinter and Bookseller confuted; or Author's Vindication of himself, gdzie opisuje swoje kłopoty z dwoma wydawcami. W 1733 roku, gdy jego sytuacja materialna była tragiczna otrzymał niespodziewanie posadę jako proboszcz w Beenham w Berkshire. W 1737 roku, gdy już posiadał dom w Londynie w Theobald's Court, przyznał przed biskupem Londynu Edmundem Gipsonem, iż obecnie ma komfortowe warunki do pracy i dużą motywację by ją kontynuować. W 1741 roku przeprowadził się do lepszej dzielnicy Chelsea. Zmarł w Beenham i został pochowany w kościele parafialnym, gdzie wystawiono mu epitafium. Ze pierwszego małżeństwa (żona zmarła w 1709 roku) miał dwóch synów a z drugiego również dwóch synów i córkę.

## Twórczość
Jego największym dziełem było napisanie historii świata od jego powstania do narodzin chrześcijaństwa, uporządkowane datami choć oparte na wydarzeniach opisanych w Biblii. Dzieło nosiło tytuł: New History of the Holy Bible from the Beginning of the World to the Establishment of Christianity. Według niektórych, dzieło to pisał początkowo pod wpływem alkoholu w domu publicznym Three Kings – Jack's Booth naprzeciwko Kennet Valley w Beenham. Pierwsza edycja została wydana w dwóch dużych tomach (folio) w 1733 roku i została zadedykowana patronowi Thomasa, biskupowi Gibsonowi. Drugie wydanie ukazało się w latach 1742–1744 i ono właśnie było później wielokrotnie przedrukowywane z dodatkowymi uwagami kolejnych wydawców. Dzieło było zilustrowane kilkudziesięcioma drzeworytami przedstawiającymi m.in. wewnętrzny i zewnętrzny wygląd Arki Noego oraz wygląd wieży Babel. Postacie z drzeworytu przedstawiającego Czarownice z Endor czy też postacie słonia lub wielbłąda ze zwierzyńca Arki Noego były późniejszą inspiracją dla postaci opisanych w książkach dla dzieci angielskiego pisarza i poety Charlsa Lamba. W późniejszych edycjach grafiki te zostały zmienione. Według John Orme Mills, praca Stackhousa nie była dziełem wybitnym ale wątpiącym dodawała siły i wiary w Boga. John Trusler na jej podstawie w 1797 roku napisał A Compendium of Sacred History.
Prócz wyżej wymienionego dzieła Stackhause jest autorem:
- Memoirs of the Life and Conduct of Bishop Atterbury, by Philalethes (1723);
- An abridgment of Burnet's 'History of his own Times (1724);
- New Translation of Drelincourt's Consolations against Death (1725);
- A Complete Body of Divinity in Five Parts, from the best Ancient and Modern Writers (1729);
- A fair State of the Controversy between Mr. Woolston and his Adversaries (1730);
- Defence of the Christian Religion, with the whole state of the Controversy between Mr. Woolston and his Assailants (173l);
- Reflections on Languages in General, and on the Advantages, Defects, and Manner of improving the English Tongue in particular (1731);
- A New and Practical Exposi-tion of the Apostles' Creed (1747);
- Varia doctrinae emolumenta, et varia Studiorum incommoda . . . versa hexametro exarata (1752);
- Life of Our Lord and Saviour, with the Lives of the Apostles and Evangelists (1754).